# 天使出更
《天使出更》是1985年上映的一部香港電影，由陳友執导，陳友、張堅庭、林建明、陳秀雯、文雋、鍾保羅主演。故事講述一間医疗水准确很有问题的私立圣慕伦医院的改善政策。

## 劇情
醫務署接到投訴有關聖慕倫私家醫院之的醫療水準差強人意，成立專責小組設法改善。院長想出對策，決定聘用資深護士長谷蓮達（林建明 飾）進行改革，並由醫務署派出專員定時巡視。谷蓮達上任後立即進行革新，多方出面設法改善院務，更招聘大批護士以加強病人護理服務，因此吸引方小敏、紀純潔、林珊珊、何嘉麗及阿旦（鄭丹瑞 飾）等多人如願成為見習護士並進行訓練。
時而聖慕倫私人醫院的英聯邦實習醫生，羅保羅、福克蘭、金子文（文雋 飾）和劉雨雲（張堅庭 飾）做事顛倒，在行事不依規章的主任陳醫生（陳友 飾）的管治下更胡作非為。谷蓮達希望清除這些醫院瘀血，但多次被各人施詭計作弄作為報復。與此同時，奇怪的病人、醫護之間的惡作劇充斥著整家醫院，弄至院務混亂。醫務署專員再次調查之後得出的結論依然不理想，加上專員早對醫院存有成見，聖慕倫眾醫護可否得到醫務署的認可呢？

## 角色
| 演員   | 角色                                    |
| 陳友   | 主管醫生                                |
| 林建明 | 谷蓮達 Linda Kok 護士長                 |
| 張堅庭 | 劉雨雲                                  |
| 文雋   | 金子文                                  |
| 鍾保羅 | 羅保羅 Paul Law 印度華僑 甘地醫學院畢業 |
| 關朝聰 | 福克蘭 在戰地煮奶茶                     |
| 鄭丹瑞 | 阿旦 方小敏的表哥                       |
| 陳秀雯 | 方小敏 阿旦的表妹                       |
| 林姍姍 | 姍姍                                    |
| 陳樂敏 | 純潔                                    |
| 何嘉麗 | 嘉嘉                                    |
| 楚原   | 院長                                    |
| 陳惠敏 | 殺手                                    |
| 盧大偉 | 黑道老大                                |

## 電影歌曲

### 主題曲
| 歌名         | 演唱者 | 作曲   | 填詞 |
| 〈天使當更〉 | 林珊珊 | 林慕德 | 卡龍 |